# York Haven
York Haven és una població dels Estats Units a l'estat de Pennsilvània. Segons el cens del 2000 tenia 809 habitants.

## Demografia
Segons el cens del 2000, York Haven tenia 809 habitants, 278 habitatges, i 197 famílies. La densitat de població era de 976,1 habitants per km².
Dels 278 habitatges en un 48,9% hi vivien nens de menys de 18 anys, en un 48,6% hi vivien parelles casades, en un 14,7% dones solteres, i en un 28,8% no eren unitats familiars. En el 23% dels habitatges hi vivien persones soles el 6,8% de les quals corresponia a persones de 65 anys o més que vivien soles. El nombre mitjà de persones vivint en cada habitatge era de 2,91 i el nombre mitjà de persones que vivien en cada família era de 3,4.
Per edats la població es repartia de la següent manera: un 36,7% tenia menys de 18 anys, un 8,8% entre 18 i 24, un 32,8% entre 25 i 44, un 15,8% de 45 a 60 i un 5,9% 65 anys o més.
L'edat mediana era de 29 anys. Per cada 100 dones de 18 o més anys hi havia 93,9 homes.
La renda mediana per habitatge era de 35.000$ i la renda mediana per família de 32.917$. Els homes tenien una renda mediana de 29.375$ mentre que les dones 22.031$. La renda per capita de la població era de 11.676$. Entorn del 14,7% de les famílies i el 15% de la població estaven per davall del llindar de pobresa.

## Poblacions més properes
El següent diagrama mostra les poblacions més properes.